# 登特 (明尼蘇達州)
登特（英語：Dent）是一個位於美國明尼蘇達州奧特泰爾縣的城市。

## 歷史
登特於1903年設立，1906年9月6日升格為城市。登特的郵局自1900年起營運至今。

## 人口
根據2020年美國人口普查的數據，登特的面積為0.95平方千米，當中陸地面積為0.94平方千米，而水域面積為0.01平方千米。當地共有人口173人，而人口密度為每平方千米182人。